# Pueblo Acoma

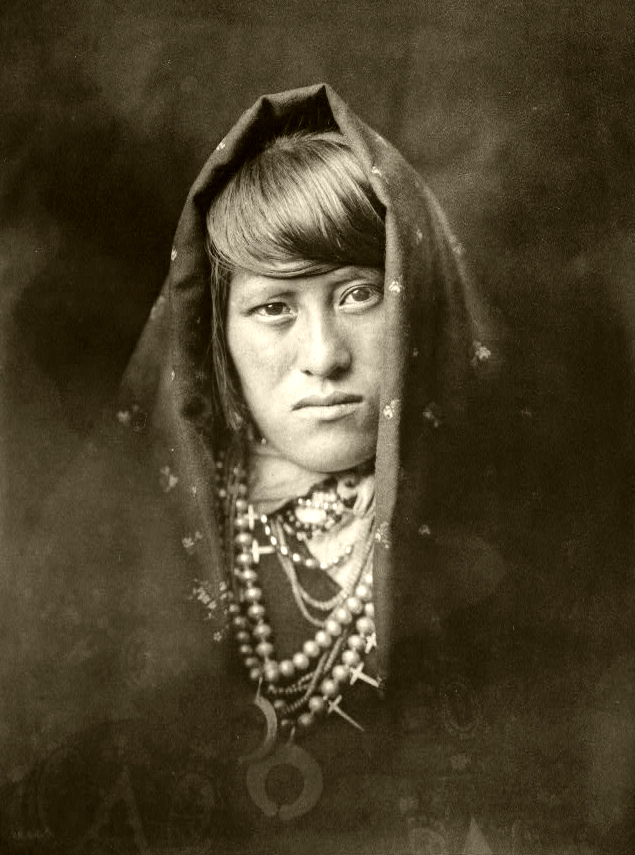
Femme Acoma en 1926

Pueblo Acoma est un village situé à 96 km à l'ouest d'Albuquerque au Nouveau-Mexique. Il est habité depuis le XIIe siècle par les Amérindiens. 
Acoma (Keresan Aa'ku) signifie « peuple du rocher blanc ». On y parle le keresan de l'ouest. Ses habitants disent habiter la plus ancienne ville des États-Unis habitée en continu, comme l'attestent des éclats de poterie trouvés sur le site, ainsi que la tradition orale. La ville est aussi appelée Sky City (la ville du ciel), en raison de sa situation : elle est placée sur un plateau de 30 hectares entouré de falaises hautes de plus de 110 mètres.

## Histoire
En 1539, Francisco Vásquez de Coronado arriva avec son armée à Acoma et en fit la description suivante : 
« C'est l'une des places les mieux défendues que nous ayons jamais vues. La ville se trouve sur une très haute éminence, à laquelle on accède par une pente très raide qui nous a fait regretter de l'avoir empruntée  . »
En 1599 les villageois furent quasiment tous exterminés sur l'ordre du gouverneur Juan de Oñate, en représailles à la mort de son frère et de ses soldats entrés en conflit avec les Acomas au sujet de silos à grains. En signe de paix les moines franciscains y ont établi la mission San Esteban, en 1629. Encore ouverte, c'est l'une des plus vieilles églises d'Amérique. Construite en adobe, un matériau de construction traditionnel, elle est classée monument historique depuis 1970.

## Ressources
1. ↑  St Louis Post-dispatch, cité par Courrier International, Hors-série Juin-Juillet-Aout 2007, p. 74
2. ↑  ibid, p. 75
3. ↑  National Survey of Historic Sites and Buildings: San Estevan del Rey Mission Church (Acoma), Avril 30, 1968, Charles W. Snell